# Rid i natt!
Pour plus de détails, voir Fiche technique et Distribution.
Rid i natt! (titre international anglais : Ride Tonight!) est un film dramatique historique suédois réalisé par Gustaf Molander et sorti en 1942, avec Lars Hanson, Oscar Ljung, Gerd Hagman et Eva Dahlbeck.

## Synopsis

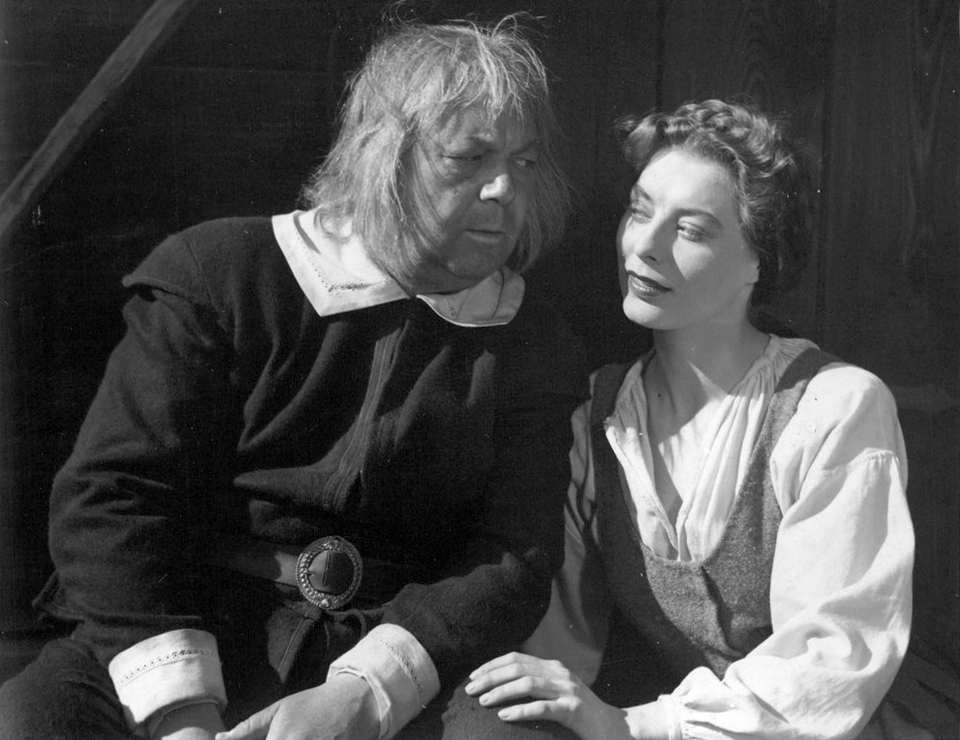
Erik Berglund et Gerd Hagman comme Lars et Annika.

Au XVIIe siècle, dans le sud de la Suède, un soulèvement paysan a lieu contre les propriétaires terriens allemands.

## Fiche technique
- Titre original : Rid i natt!
- Titre international : Ride Tonight!
- Réalisation : Gustaf Molander
- Scénario : Vilhelm Moberg, Gustaf Molander
- Photographie : Åke Dahlqvist
- Montage : Oscar Rosander
- Musique : Stig Hansson
- Pays d'origine : Suède
- Langue originale : suédois
- Format : noir et blanc
- Genre : dramatique
- Durée : 106 minutes
- Dates de sortie :
  - Suède : 23 novembre 1942

## Distribution
- Lars Hanson : Jon Stånge
- Oscar Ljung : Ragnar Svedje de Svedjegaarden
- Gerd Hagman : Annika
- Eva Dahlbeck : Botilla
- Erik 'Bullen' Berglund : Lars Borre
- Hilda Borgström : Mother Sigga
- Nils Lundell : Ygge, le voleur de Bläsemåla
- Erik Hell : Hans de Lenhovda
- Hugo Björne : Petrus Magni
- Sven Bergvall : l'archevêque
- Carl Ström : Klas Bock
- Gunnar Sjöberg : le paysan étranger
- Hampe Faustman : Bo Eriksson (comme Erik Faustman)
- Josua Bengtson : Danjel, aubergiste
- Axel Högel : Ola de Klavmo
- Gunnar Collin : Matts Elling, paysan
- Elsa Ebbesen : Birgitta (scènes coupées au montage)
- Märta Torén : femme de Brändbol
- Anders Ek : paysan (non crédité)
- Gertrud Fridh : paysanne (non créditée)
- Holger Löwenadler : Budkavle går! Rid i natt! I natt!' (non crédité) (voix)

## Autour du film
Il s'agit d'une adaptation du roman de 1941 Rid i natt! de Vilhelm Moberg. Le film, comme le roman original, fait directement allusion aux événements survenus en Europe occupée pendant la Seconde Guerre mondiale et a contribué à renforcer le sentiment anti-nazi en Suède neutre.

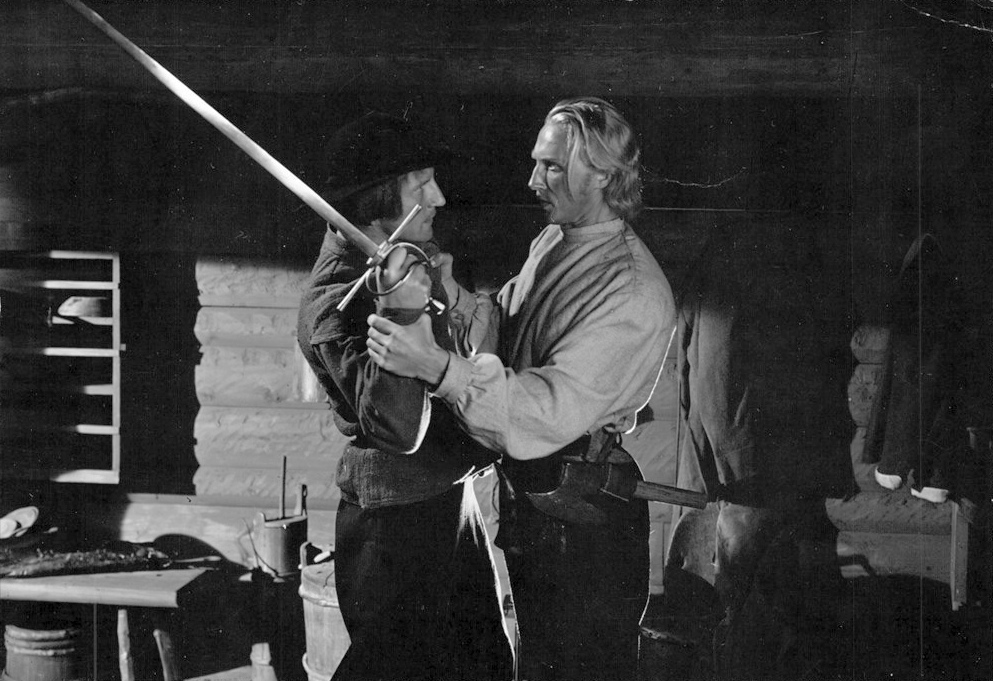
Oscar Ljung dans une scène du film.